# サッカークリスマス島代表
サッカークリスマス島代表（サッカークリスマスとうだいひょう）は、クリスマス島サッカー協会によって編成されるサッカーのナショナルチームである。クリスマス島代表は、FIFA、OFCに加盟していない為、ワールドカップや、OFCネイションズカップに参加することは出来ない。
1989年に代表チームが結成された。ココス諸島との間で「Inter Island Cup」という定期戦を行っている。1994年～2005年までの戦績で、ココス諸島に対し、7勝3敗（ゴール数29に対し、被ゴール数12）と得意にしている。しかし、オセアニアの強豪・オーストラリアに0-17と惨敗した事がある(年月日不明。ただし、1994年以降でオーストラリアがOFCに在籍していた頃の話である。)。

## Inter Island Cupの成績
| 日付             | ホーム           | アウェー         | スコア |
| ---------------- | ---------------- | ---------------- | ------ |
| 1994年7月1日     | ココス諸島代表   | クリスマス島代表 | 1-4    |
| 1994年7月4日     | ココス諸島代表   | クリスマス島代表 | 4-0    |
| 1997年(日付不明) | ココス諸島代表   | クリスマス島代表 | 3-10   |
| 1997年(日付不明) | ココス諸島代表   | クリスマス島代表 | 0-3    |
| 1999年(日付不明) | クリスマス島代表 | ココス諸島代表   | 3-1    |
| 1999年(日付不明) | クリスマス島代表 | ココス諸島代表   | 4-0    |
| 2004年2月27日    | ココス諸島代表   | クリスマス島代表 | 1-3    |
| 2004年3月1日     | ココス諸島代表   | クリスマス島代表 | 1-0    |
| 2005年6月24日    | クリスマス島代表 | ココス諸島代表   | 0-1    |
| 2005年6月26日    | クリスマス島代表 | ココス諸島代表   | 2-0    |

## 代表選手
2005年Inter Island Cup選出メンバー。
- ABAS Nasir
- ABDULLAH Ahmad Risal
- AHMAD Shahran
- ARRIF Muslih
- AZIZ Nasir
- DARDAK Othman
- DEGIUSEPPE Robert
- DUNGAREES Mohammed
- HASSAN Abdul Halim
- JOHARI Edly
- JOHARI Shafik
- KAMSAH Falik
- KASSIM Fauzi
- KAWI Shaffie
- KHAMIS Zairol
- KINNEAR McDougall
- MELAN Eppy
- MELAN Norizwan
- PALMER Dan
- PENG TONG Mah
- PEREIRA Imran
- PLIMMER Alex
- RAINBOW Jonny
- SALLEH Shahran
- SANTA David